# Mitt.
Die Mitt : Deutschsprachige Monatszeitschrift in Mexiko („Mitt“ als Abkürzung für „Mitteilungsblatt“) ist eine 1932 als deutschsprachige Auslandszeitschrift unter dem Titel Mitteilungsblatt für Wohlfahrt und Kultur des Deutsch-Mexikanischen Frauenvereins gegründete Zeitschrift mit Erscheinungsort Mexiko-Stadt. Als 1933 der Frauenverein in die NS-Frauenschaft integriert wurde, wurde die Zeitschrift eingestellt.
Im Jahre 1952 wurde die Zeitschrift als Mitteilungsblatt für Wohlfahrt und Kultur Deutsch-mexik. Frauenvereins Imprenia Enrico Marquez neu gegründet. Die heute unter dem Titel „Mitt“ monatlich erscheinende, zweisprachige Zeitschrift gilt als „das wichtigste Sprachrohr der Deutschen Gemeinde“. Sie besteht aus einem kulturellen Terminkalender, Adressen deutschsprachiger Ärzte und Anwälte sowie Artikeln zur deutsch-mexikanischen Beziehung.